# Tour d'Oman 2019
El Tour d'Oman 2019 fou la desena edició del Tour d'Oman. La cursa es va disputar en sis etapes entre el 16 i el 21 de febrer de 2019, amb un total de 906 km disputats. La cursa formava part de l'UCI Àsia Tour 2019, amb una categoria 2.HC.
El vencedor final fou el kazakh Aleksei Lutsenko (Astana Qazaqstan Team), que s'imposà per segona vegada en la classificació final. L'acompanyaren al podi l'italià Domenico Pozzovivo (Bahrain-Merida) i l'espanyol Jesús Herrada (Cofidis).

## Equips participants
L'organització convidà a 18 equips a prendre part en aquesta cursa.
| WorldTeams (7)- AG2R La Mondiale - Astana - Bahrain-Merida - CCC Team - Dimension Data - Katusha-Alpecin - UAE Team Emirates Equips continentals professionals (11)- Arkéa-Samsic - Cofidis, Solutions Crédits - Delko-Marseille Provence - Direct Énergie - Euskadi Basque Country-Murias - Rally UHC Cycling - Roompot-Charles - Sport Vlaanderen-Baloise - Vital Concept-B&B Hotels - Wallonie Bruxelles - Wanty-Groupe Gobert |
| |

## Etapes
| Etapa    | Data      | Ciutats d'etapa                                   | type                    | Distància (km) | Vencedor de l'etapa | Líder de la general |
| -------- | --------- | ------------------------------------------------- | ----------------------- | -------------- | ------------------- | ------------------- |
| 1a etapa | 16 de feb | Al Sawadi Beach – Suhar                           | etapa plana             | 138,5          | Alexander Kristoff  | Alexander Kristoff  |
| 2a etapa | 17 de feb | Seeb – Al Bustan                                  | etapa accidentada       | 156,5          | Aleksei Lutsenko    | Alexander Kristoff  |
| 3a etapa | 18 de feb | Shati Al-Qurm – Qurayyat                          | etapa accidentada       | 192,5          | Aleksei Lutsenko    | Aleksei Lutsenko    |
| 4a etapa | 19 de feb | Yiti – Centre de Convencions i Exposicions d'Oman | etapa accidentada       | 131            | Sonny Colbrelli     | Aleksei Lutsenko    |
| 5a etapa | 20 de feb | Samā'il – Al Jabal al Akhḑar                      | etapa de mitja muntanya | 152            | Aleksei Lutsenko    | Aleksei Lutsenko    |
| 6a etapa | 21 de feb | Masqat – Matrah Corniche                          | etapa plana             | 135,5          | Giacomo Nizzolo     | Aleksei Lutsenko    |

### Etapa 1
| \| Classificació de l'etapa \| Classificació de l'etapa \| Classificació de l'etapa \| Classificació de l'etapa \| Classificació de l'etapa \| \| Corredor \| Corredor \| Equip \| Temps \| \| \| ------------------------ \| ------------------------ \| ----------------------------- \| ------------------------ \| ------------------------ \| \| 1r \| Alexander Kristoff \| UAE Team Emirates \| 2h 54' 50" \| \| \| 2n \| Bryan Coquard \| Vital Concept-B&B Hotels \| + 0" \| \| \| 3r \| Nacer Bouhanni \| Cofidis, Solutions Crédits \| + 0" \| \| \| 4t \| Giacomo Nizzolo \| Dimension Data \| + 0" \| \| \| 5è \| Niccolò Bonifazio \| Direct Énergie \| + 0" \| \| \| 6è \| Mikel Aristi Gardoki \| Euskadi Basque Country-Murias \| + 0" \| \| \| 7è \| Boy van Poppel \| Roompot-Charles \| + 0" \| \| \| 8è \| Davide Ballerini \| Astana \| + 0" \| \| \| 9è \| Amaury Capiot \| Sport Vlaanderen-Baloise \| + 0" \| \| \| 10è \| Emīls Liepiņš \| Wallonie Bruxelles \| + 0" \| \| |                      |                               |            |
| |                      |                               |            |
| Font: ProCyclingStats |                      |                               |            |
| Classificació de l'etapa |                      |                               |            |
| Corredor | Corredor             | Equip                         | Temps      |
| 1r | Alexander Kristoff   | UAE Team Emirates             | 2h 54' 50" |
| 2n | Bryan Coquard        | Vital Concept-B&B Hotels      | + 0"       |
| 3r | Nacer Bouhanni       | Cofidis, Solutions Crédits    | + 0"       |
| 4t | Giacomo Nizzolo      | Dimension Data                | + 0"       |
| 5è | Niccolò Bonifazio    | Direct Énergie                | + 0"       |
| 6è | Mikel Aristi Gardoki | Euskadi Basque Country-Murias | + 0"       |
| 7è | Boy van Poppel       | Roompot-Charles               | + 0"       |
| 8è | Davide Ballerini     | Astana                        | + 0"       |
| 9è | Amaury Capiot        | Sport Vlaanderen-Baloise      | + 0"       |
| 10è | Emīls Liepiņš        | Wallonie Bruxelles            | + 0"       |

| \| Classificació general \| Classificació general \| Classificació general \| Classificació general \| Classificació general \| \| Corredor \| Corredor \| Equip \| Temps \| \| \| --------------------- \| --------------------- \| ----------------------------- \| --------------------- \| --------------------- \| \| 1r \| Alexander Kristoff \| UAE Team Emirates \| 2h 54' 40" \| \| \| 2n \| Bryan Coquard \| Vital Concept-B&B Hotels \| + 4" \| \| \| 3r \| Michael Schär \| CCC Team \| + 5" \| \| \| 4t \| Nacer Bouhanni \| Cofidis, Solutions Crédits \| + 6" \| \| \| 5è \| Giacomo Nizzolo \| Dimension Data \| + 10" \| \| \| 6è \| Niccolò Bonifazio \| Direct Énergie \| + 10" \| \| \| 7è \| Mikel Aristi Gardoki \| Euskadi Basque Country-Murias \| + 10" \| \| \| 8è \| Boy van Poppel \| Roompot-Charles \| + 10" \| \| \| 9è \| Davide Ballerini \| Astana \| + 10" \| \| \| 10è \| Amaury Capiot \| Sport Vlaanderen-Baloise \| + 10" \| \| |                      |                               |            |
| |                      |                               |            |
| Font: ProCyclingStats |                      |                               |            |
| Classificació general |                      |                               |            |
| Corredor | Corredor             | Equip                         | Temps      |
| 1r | Alexander Kristoff   | UAE Team Emirates             | 2h 54' 40" |
| 2n | Bryan Coquard        | Vital Concept-B&B Hotels      | + 4"       |
| 3r | Michael Schär        | CCC Team                      | + 5"       |
| 4t | Nacer Bouhanni       | Cofidis, Solutions Crédits    | + 6"       |
| 5è | Giacomo Nizzolo      | Dimension Data                | + 10"      |
| 6è | Niccolò Bonifazio    | Direct Énergie                | + 10"      |
| 7è | Mikel Aristi Gardoki | Euskadi Basque Country-Murias | + 10"      |
| 8è | Boy van Poppel       | Roompot-Charles               | + 10"      |
| 9è | Davide Ballerini     | Astana                        | + 10"      |
| 10è | Amaury Capiot        | Sport Vlaanderen-Baloise      | + 10"      |

### Etapa 2
| \| Classificació de l'etapa \| Classificació de l'etapa \| Classificació de l'etapa \| Classificació de l'etapa \| Classificació de l'etapa \| \| Corredor \| Corredor \| Equip \| Temps \| \| \| ------------------------ \| ------------------------ \| ------------------------ \| ------------------------ \| ------------------------ \| \| 1r \| Aleksei Lutsenko \| Astana \| 4h 07' 19" \| \| \| 2n \| Alexander Kristoff \| UAE Team Emirates \| + 3" \| \| \| 3r \| Ryan Gibbons \| Dimension Data \| + 3" \| \| \| 4t \| Iuri Filosi \| Delko Marseille Provence \| + 3" \| \| \| 5è \| Oliver Naesen \| AG2R La Mondiale \| + 3" \| \| \| 6è \| Sonny Colbrelli \| Bahrain-Merida \| + 3" \| \| \| 7è \| Enrico Battaglin \| Katusha-Alpecin \| + 3" \| \| \| 8è \| Benjamin Declercq \| Sport Vlaanderen-Baloise \| + 3" \| \| \| 9è \| Clément Venturini \| AG2R La Mondiale \| + 3" \| \| \| 10è \| Magnus Cort Nielsen \| Astana \| + 3" \| \| |                     |                          |            |
| |                     |                          |            |
| Font: ProCyclingStats |                     |                          |            |
| Classificació de l'etapa |                     |                          |            |
| Corredor | Corredor            | Equip                    | Temps      |
| 1r | Aleksei Lutsenko    | Astana                   | 4h 07' 19" |
| 2n | Alexander Kristoff  | UAE Team Emirates        | + 3"       |
| 3r | Ryan Gibbons        | Dimension Data           | + 3"       |
| 4t | Iuri Filosi         | Delko Marseille Provence | + 3"       |
| 5è | Oliver Naesen       | AG2R La Mondiale         | + 3"       |
| 6è | Sonny Colbrelli     | Bahrain-Merida           | + 3"       |
| 7è | Enrico Battaglin    | Katusha-Alpecin          | + 3"       |
| 8è | Benjamin Declercq   | Sport Vlaanderen-Baloise | + 3"       |
| 9è | Clément Venturini   | AG2R La Mondiale         | + 3"       |
| 10è | Magnus Cort Nielsen | Astana                   | + 3"       |

| \| Classificació general \| Classificació general \| Classificació general \| Classificació general \| Classificació general \| \| Corredor \| Corredor \| Equip \| Temps \| \| \| --------------------- \| -------------------------- \| ------------------------ \| --------------------- \| --------------------- \| \| 1r \| Alexander Kristoff \| UAE Team Emirates \| 7h 01' 56" \| \| \| 2n \| Aleksei Lutsenko \| Astana \| + 3" \| \| \| 3r \| Ryan Gibbons \| Dimension Data \| + 12" \| \| \| 4t \| Clément Venturini \| AG2R La Mondiale \| + 16" \| \| \| 5è \| Iuri Filosi \| Delko Marseille Provence \| + 16" \| \| \| 6è \| Magnus Cort Nielsen \| Astana \| + 16" \| \| \| 7è \| Greg Van Avermaet \| CCC Team \| + 16" \| \| \| 8è \| Sven Erik Bystrøm \| UAE Team Emirates \| + 16" \| \| \| 9è \| Élie Gesbert \| Arkéa-Samsic \| + 16" \| \| \| 10è \| Rui Alberto Faria da Costa \| UAE Team Emirates \| + 16" \| \| |                            |                          |            |
| |                            |                          |            |
| Font: ProCyclingStats |                            |                          |            |
| Classificació general |                            |                          |            |
| Corredor | Corredor                   | Equip                    | Temps      |
| 1r | Alexander Kristoff         | UAE Team Emirates        | 7h 01' 56" |
| 2n | Aleksei Lutsenko           | Astana                   | + 3"       |
| 3r | Ryan Gibbons               | Dimension Data           | + 12"      |
| 4t | Clément Venturini          | AG2R La Mondiale         | + 16"      |
| 5è | Iuri Filosi                | Delko Marseille Provence | + 16"      |
| 6è | Magnus Cort Nielsen        | Astana                   | + 16"      |
| 7è | Greg Van Avermaet          | CCC Team                 | + 16"      |
| 8è | Sven Erik Bystrøm          | UAE Team Emirates        | + 16"      |
| 9è | Élie Gesbert               | Arkéa-Samsic             | + 16"      |
| 10è | Rui Alberto Faria da Costa | UAE Team Emirates        | + 16"      |

### Etapa 3
| \| Classificació de l'etapa \| Classificació de l'etapa \| Classificació de l'etapa \| Classificació de l'etapa \| Classificació de l'etapa \| \| Corredor \| Corredor \| Equip \| Temps \| \| \| ------------------------ \| -------------------------- \| -------------------------- \| ------------------------ \| ------------------------ \| \| 1r \| Aleksei Lutsenko \| Astana \| 4h 35' 48" \| \| \| 2n \| Jesús Herrada López \| Cofidis, Solutions Crédits \| + 1" \| \| \| 3r \| Greg Van Avermaet \| CCC Team \| + 1" \| \| \| 4t \| Rui Alberto Faria da Costa \| UAE Team Emirates \| + 1" \| \| \| 5è \| Domenico Pozzovivo \| Bahrain-Merida \| + 4" \| \| \| 6è \| Eliot Lietaer \| Wallonie Bruxelles \| + 6" \| \| \| 7è \| Oliver Naesen \| AG2R La Mondiale \| + 11" \| \| \| 8è \| Quentin Pacher \| Vital Concept-B&B Hotels \| + 11" \| \| \| 9è \| Élie Gesbert \| Arkéa-Samsic \| + 11" \| \| \| 10è \| Ryan Gibbons \| Dimension Data \| + 11" \| \| |                            |                            |            |
| |                            |                            |            |
| Font: ProCyclingStats |                            |                            |            |
| Classificació de l'etapa |                            |                            |            |
| Corredor | Corredor                   | Equip                      | Temps      |
| 1r | Aleksei Lutsenko           | Astana                     | 4h 35' 48" |
| 2n | Jesús Herrada López        | Cofidis, Solutions Crédits | + 1"       |
| 3r | Greg Van Avermaet          | CCC Team                   | + 1"       |
| 4t | Rui Alberto Faria da Costa | UAE Team Emirates          | + 1"       |
| 5è | Domenico Pozzovivo         | Bahrain-Merida             | + 4"       |
| 6è | Eliot Lietaer              | Wallonie Bruxelles         | + 6"       |
| 7è | Oliver Naesen              | AG2R La Mondiale           | + 11"      |
| 8è | Quentin Pacher             | Vital Concept-B&B Hotels   | + 11"      |
| 9è | Élie Gesbert               | Arkéa-Samsic               | + 11"      |
| 10è | Ryan Gibbons               | Dimension Data             | + 11"      |

| \| Classificació general \| Classificació general \| Classificació general \| Classificació general \| Classificació general \| \| Corredor \| Corredor \| Equip \| Temps \| \| \| --------------------- \| -------------------------- \| -------------------------- \| --------------------- \| --------------------- \| \| 1r \| Aleksei Lutsenko \| Astana \| 11h 37' 37" \| \| \| 2n \| Jesús Herrada López \| Cofidis, Solutions Crédits \| + 18" \| \| \| 3r \| Greg Van Avermaet \| CCC Team \| + 20" \| \| \| 4t \| Rui Alberto Faria da Costa \| UAE Team Emirates \| + 24" \| \| \| 5è \| Domenico Pozzovivo \| Bahrain-Merida \| + 27" \| \| \| 6è \| Eliot Lietaer \| Wallonie Bruxelles \| + 29" \| \| \| 7è \| Ryan Gibbons \| Dimension Data \| + 30" \| \| \| 8è \| Élie Gesbert \| Arkéa-Samsic \| + 34" \| \| \| 9è \| Quentin Pacher \| Vital Concept-B&B Hotels \| + 34" \| \| \| 10è \| Oliver Naesen \| AG2R La Mondiale \| + 34" \| \| |                            |                            |             |
| |                            |                            |             |
| Font: ProCyclingStats |                            |                            |             |
| Classificació general |                            |                            |             |
| Corredor | Corredor                   | Equip                      | Temps       |
| 1r | Aleksei Lutsenko           | Astana                     | 11h 37' 37" |
| 2n | Jesús Herrada López        | Cofidis, Solutions Crédits | + 18"       |
| 3r | Greg Van Avermaet          | CCC Team                   | + 20"       |
| 4t | Rui Alberto Faria da Costa | UAE Team Emirates          | + 24"       |
| 5è | Domenico Pozzovivo         | Bahrain-Merida             | + 27"       |
| 6è | Eliot Lietaer              | Wallonie Bruxelles         | + 29"       |
| 7è | Ryan Gibbons               | Dimension Data             | + 30"       |
| 8è | Élie Gesbert               | Arkéa-Samsic               | + 34"       |
| 9è | Quentin Pacher             | Vital Concept-B&B Hotels   | + 34"       |
| 10è | Oliver Naesen              | AG2R La Mondiale           | + 34"       |

### Etapa 4
| \| Classificació de l'etapa \| Classificació de l'etapa \| Classificació de l'etapa \| Classificació de l'etapa \| Classificació de l'etapa \| \| Corredor \| Corredor \| Equip \| Temps \| \| \| ------------------------ \| ------------------------ \| -------------------------- \| ------------------------ \| ------------------------ \| \| 1r \| Sonny Colbrelli \| Bahrain-Merida \| 3h 17' 09" \| \| \| 2n \| Greg Van Avermaet \| CCC Team \| + 0" \| \| \| 3r \| Clément Venturini \| AG2R La Mondiale \| + 0" \| \| \| 4t \| Ryan Gibbons \| Dimension Data \| + 0" \| \| \| 5è \| Alexander Kristoff \| UAE Team Emirates \| + 0" \| \| \| 6è \| Benjamin Declercq \| Sport Vlaanderen-Baloise \| + 0" \| \| \| 7è \| Iuri Filosi \| Delko Marseille Provence \| + 0" \| \| \| 8è \| Baptiste Planckaert \| Wallonie Bruxelles \| + 0" \| \| \| 9è \| Milan Menten \| Sport Vlaanderen-Baloise \| + 0" \| \| \| 10è \| Jesús Herrada López \| Cofidis, Solutions Crédits \| + 0" \| \| |                     |                            |            |
| |                     |                            |            |
| Font: ProCyclingStats |                     |                            |            |
| Classificació de l'etapa |                     |                            |            |
| Corredor | Corredor            | Equip                      | Temps      |
| 1r | Sonny Colbrelli     | Bahrain-Merida             | 3h 17' 09" |
| 2n | Greg Van Avermaet   | CCC Team                   | + 0"       |
| 3r | Clément Venturini   | AG2R La Mondiale           | + 0"       |
| 4t | Ryan Gibbons        | Dimension Data             | + 0"       |
| 5è | Alexander Kristoff  | UAE Team Emirates          | + 0"       |
| 6è | Benjamin Declercq   | Sport Vlaanderen-Baloise   | + 0"       |
| 7è | Iuri Filosi         | Delko Marseille Provence   | + 0"       |
| 8è | Baptiste Planckaert | Wallonie Bruxelles         | + 0"       |
| 9è | Milan Menten        | Sport Vlaanderen-Baloise   | + 0"       |
| 10è | Jesús Herrada López | Cofidis, Solutions Crédits | + 0"       |

| \| Classificació general \| Classificació general \| Classificació general \| Classificació general \| Classificació general \| \| Corredor \| Corredor \| Equip \| Temps \| \| \| --------------------- \| -------------------------- \| -------------------------- \| --------------------- \| --------------------- \| \| 1r \| Aleksei Lutsenko \| Astana \| 14h 54' 46" \| \| \| 2n \| Greg Van Avermaet \| CCC Team \| + 14" \| \| \| 3r \| Jesús Herrada López \| Cofidis, Solutions Crédits \| + 18" \| \| \| 4t \| Rui Alberto Faria da Costa \| UAE Team Emirates \| + 24" \| \| \| 5è \| Domenico Pozzovivo \| Bahrain-Merida \| + 27" \| \| \| 6è \| Eliot Lietaer \| Wallonie Bruxelles \| + 29" \| \| \| 7è \| Ryan Gibbons \| Dimension Data \| + 30" \| \| \| 8è \| Élie Gesbert \| Arkéa-Samsic \| + 34" \| \| \| 9è \| Quentin Pacher \| Vital Concept-B&B Hotels \| + 34" \| \| \| 10è \| Oliver Naesen \| AG2R La Mondiale \| + 34" \| \| |                            |                            |             |
| |                            |                            |             |
| Font: ProCyclingStats |                            |                            |             |
| Classificació general |                            |                            |             |
| Corredor | Corredor                   | Equip                      | Temps       |
| 1r | Aleksei Lutsenko           | Astana                     | 14h 54' 46" |
| 2n | Greg Van Avermaet          | CCC Team                   | + 14"       |
| 3r | Jesús Herrada López        | Cofidis, Solutions Crédits | + 18"       |
| 4t | Rui Alberto Faria da Costa | UAE Team Emirates          | + 24"       |
| 5è | Domenico Pozzovivo         | Bahrain-Merida             | + 27"       |
| 6è | Eliot Lietaer              | Wallonie Bruxelles         | + 29"       |
| 7è | Ryan Gibbons               | Dimension Data             | + 30"       |
| 8è | Élie Gesbert               | Arkéa-Samsic               | + 34"       |
| 9è | Quentin Pacher             | Vital Concept-B&B Hotels   | + 34"       |
| 10è | Oliver Naesen              | AG2R La Mondiale           | + 34"       |

### Etapa 5
| \| Classificació de l'etapa \| Classificació de l'etapa \| Classificació de l'etapa \| Classificació de l'etapa \| Classificació de l'etapa \| \| Corredor \| Corredor \| Equip \| Temps \| \| \| ------------------------ \| -------------------------- \| -------------------------- \| ------------------------ \| ------------------------ \| \| 1r \| Aleksei Lutsenko \| Astana \| 3h 44' 03" \| \| \| 2n \| Fabien Grellier \| Direct Énergie \| + 7" \| \| \| 3r \| Domenico Pozzovivo \| Bahrain-Merida \| + 11" \| \| \| 4t \| Rui Alberto Faria da Costa \| UAE Team Emirates \| + 19" \| \| \| 5è \| Élie Gesbert \| Arkéa-Samsic \| + 19" \| \| \| 6è \| Jesús Herrada López \| Cofidis, Solutions Crédits \| + 19" \| \| \| 7è \| Jan Polanc \| UAE Team Emirates \| + 23" \| \| \| 8è \| Fabien Doubey \| Wanty-Gobert \| + 30" \| \| \| 9è \| Mathias Frank \| AG2R La Mondiale \| + 39" \| \| \| 10è \| Matteo Fabbro \| Katusha-Alpecin \| + 44" \| \| |                            |                            |            |
| |                            |                            |            |
| Font: ProCyclingStats |                            |                            |            |
| Classificació de l'etapa |                            |                            |            |
| Corredor | Corredor                   | Equip                      | Temps      |
| 1r | Aleksei Lutsenko           | Astana                     | 3h 44' 03" |
| 2n | Fabien Grellier            | Direct Énergie             | + 7"       |
| 3r | Domenico Pozzovivo         | Bahrain-Merida             | + 11"      |
| 4t | Rui Alberto Faria da Costa | UAE Team Emirates          | + 19"      |
| 5è | Élie Gesbert               | Arkéa-Samsic               | + 19"      |
| 6è | Jesús Herrada López        | Cofidis, Solutions Crédits | + 19"      |
| 7è | Jan Polanc                 | UAE Team Emirates          | + 23"      |
| 8è | Fabien Doubey              | Wanty-Gobert               | + 30"      |
| 9è | Mathias Frank              | AG2R La Mondiale           | + 39"      |
| 10è | Matteo Fabbro              | Katusha-Alpecin            | + 44"      |

| \| Classificació general \| Classificació general \| Classificació general \| Classificació general \| Classificació general \| \| Corredor \| Corredor \| Equip \| Temps \| \| \| --------------------- \| -------------------------- \| -------------------------- \| --------------------- \| --------------------- \| \| 1r \| Aleksei Lutsenko \| Astana \| 18h 38' 39" \| \| \| 2n \| Domenico Pozzovivo \| Bahrain-Merida \| + 44" \| \| \| 3r \| Jesús Herrada López \| Cofidis, Solutions Crédits \| + 47" \| \| \| 4t \| Rui Alberto Faria da Costa \| UAE Team Emirates \| + 53" \| \| \| 5è \| Élie Gesbert \| Arkéa-Samsic \| + 1' 03" \| \| \| 6è \| Jan Polanc \| UAE Team Emirates \| + 1' 14" \| \| \| 7è \| Eliot Lietaer \| Wallonie Bruxelles \| + 1' 25" \| \| \| 8è \| Fabien Doubey \| Wanty-Gobert \| + 1' 31" \| \| \| 9è \| Brandon McNulty \| Rally UHC Cycling \| + 1' 43" \| \| \| 10è \| Quentin Pacher \| Vital Concept-B&B Hotels \| + 1' 51" \| \| |                            |                            |             |
| |                            |                            |             |
| Font: ProCyclingStats |                            |                            |             |
| Classificació general |                            |                            |             |
| Corredor | Corredor                   | Equip                      | Temps       |
| 1r | Aleksei Lutsenko           | Astana                     | 18h 38' 39" |
| 2n | Domenico Pozzovivo         | Bahrain-Merida             | + 44"       |
| 3r | Jesús Herrada López        | Cofidis, Solutions Crédits | + 47"       |
| 4t | Rui Alberto Faria da Costa | UAE Team Emirates          | + 53"       |
| 5è | Élie Gesbert               | Arkéa-Samsic               | + 1' 03"    |
| 6è | Jan Polanc                 | UAE Team Emirates          | + 1' 14"    |
| 7è | Eliot Lietaer              | Wallonie Bruxelles         | + 1' 25"    |
| 8è | Fabien Doubey              | Wanty-Gobert               | + 1' 31"    |
| 9è | Brandon McNulty            | Rally UHC Cycling          | + 1' 43"    |
| 10è | Quentin Pacher             | Vital Concept-B&B Hotels   | + 1' 51"    |

### Etapa 6
| \| Classificació de l'etapa \| Classificació de l'etapa \| Classificació de l'etapa \| Classificació de l'etapa \| Classificació de l'etapa \| \| Corredor \| Corredor \| Equip \| Temps \| \| \| ------------------------ \| ------------------------ \| ------------------------ \| ------------------------ \| ------------------------ \| \| 1r \| Giacomo Nizzolo \| Dimension Data \| 3h 07' 12" \| \| \| 2n \| Sonny Colbrelli \| Bahrain-Merida \| + 0" \| \| \| 3r \| Davide Ballerini \| Astana \| + 0" \| \| \| 4t \| Clément Venturini \| AG2R La Mondiale \| + 0" \| \| \| 5è \| Ryan Gibbons \| Dimension Data \| + 0" \| \| \| 6è \| Boris Vallée \| Wanty-Gobert \| + 0" \| \| \| 7è \| Reto Hollenstein \| Katusha-Alpecin \| + 0" \| \| \| 8è \| Amaury Capiot \| Sport Vlaanderen-Baloise \| + 0" \| \| \| 9è \| Bryan Coquard \| Vital Concept-B&B Hotels \| + 0" \| \| \| 10è \| Sven Erik Bystrøm \| UAE Team Emirates \| + 0" \| \| |                   |                          |            |
| |                   |                          |            |
| Font: ProCyclingStats |                   |                          |            |
| Classificació de l'etapa |                   |                          |            |
| Corredor | Corredor          | Equip                    | Temps      |
| 1r | Giacomo Nizzolo   | Dimension Data           | 3h 07' 12" |
| 2n | Sonny Colbrelli   | Bahrain-Merida           | + 0"       |
| 3r | Davide Ballerini  | Astana                   | + 0"       |
| 4t | Clément Venturini | AG2R La Mondiale         | + 0"       |
| 5è | Ryan Gibbons      | Dimension Data           | + 0"       |
| 6è | Boris Vallée      | Wanty-Gobert             | + 0"       |
| 7è | Reto Hollenstein  | Katusha-Alpecin          | + 0"       |
| 8è | Amaury Capiot     | Sport Vlaanderen-Baloise | + 0"       |
| 9è | Bryan Coquard     | Vital Concept-B&B Hotels | + 0"       |
| 10è | Sven Erik Bystrøm | UAE Team Emirates        | + 0"       |

## Classificació final
| \| Classificació general \| Classificació general \| Classificació general \| Classificació general \| Classificació general \| \| Corredor \| Corredor \| Equip \| Temps \| \| \| --------------------- \| -------------------------- \| -------------------------- \| --------------------- \| --------------------- \| \| 1r \| Aleksei Lutsenko \| Astana \| 21h 45' 51" \| \| \| 2n \| Domenico Pozzovivo \| Bahrain-Merida \| + 44" \| \| \| 3r \| Jesús Herrada López \| Cofidis, Solutions Crédits \| + 47" \| \| \| 4t \| Rui Alberto Faria da Costa \| UAE Team Emirates \| + 53" \| \| \| 5è \| Élie Gesbert \| Arkéa-Samsic \| + 1' 03" \| \| \| 6è \| Jan Polanc \| UAE Team Emirates \| + 1' 14" \| \| \| 7è \| Eliot Lietaer \| Wallonie Bruxelles \| + 1' 25" \| \| \| 8è \| Fabien Doubey \| Wanty-Gobert \| + 1' 31" \| \| \| 9è \| Brandon McNulty \| Rally UHC Cycling \| + 1' 43" \| \| \| 10è \| Quentin Pacher \| Vital Concept-B&B Hotels \| + 1' 51" \| \| |                            |                            |             |
| |                            |                            |             |
| Font: ProCyclingStats |                            |                            |             |
| Classificació general |                            |                            |             |
| Corredor | Corredor                   | Equip                      | Temps       |
| 1r | Aleksei Lutsenko           | Astana                     | 21h 45' 51" |
| 2n | Domenico Pozzovivo         | Bahrain-Merida             | + 44"       |
| 3r | Jesús Herrada López        | Cofidis, Solutions Crédits | + 47"       |
| 4t | Rui Alberto Faria da Costa | UAE Team Emirates          | + 53"       |
| 5è | Élie Gesbert               | Arkéa-Samsic               | + 1' 03"    |
| 6è | Jan Polanc                 | UAE Team Emirates          | + 1' 14"    |
| 7è | Eliot Lietaer              | Wallonie Bruxelles         | + 1' 25"    |
| 8è | Fabien Doubey              | Wanty-Gobert               | + 1' 31"    |
| 9è | Brandon McNulty            | Rally UHC Cycling          | + 1' 43"    |
| 10è | Quentin Pacher             | Vital Concept-B&B Hotels   | + 1' 51"    |

## Evolució de les classificacions
| Etapes                 | Vencedor               | Classificació general | Classificació per punts | Classificació dels joves | Classificació de la combativitat | Classificació par equips |
| ---------------------- | ---------------------- | --------------------- | ----------------------- | ------------------------ | -------------------------------- | ------------------------ |
| 1                      | Alexander Kristoff     | Alexander Kristoff    | Alexander Kristoff      | Davide Ballerini         | Michael Schär                    | Astana                   |
| 2                      | Alexey Lutsenko        | Alexander Kristoff    | Alexander Kristoff      | Ryan Gibbons             | Preben Van Hecke                 | Astana                   |
| 3                      | Alexey Lutsenko        | Alexey Lutsenko       | Alexey Lutsenko         | Ryan Gibbons             | Preben Van Hecke                 | Dimension Data           |
| 4                      | Sonny Colbrelli        | Alexey Lutsenko       | Alexander Kristoff      | Ryan Gibbons             | Preben Van Hecke                 | Katusha-Alpecin          |
| 5                      | Alexey Lutsenko        | Alexey Lutsenko       | Alexey Lutsenko         | Elie Gesbert             | Preben Van Hecke                 | Katusha-Alpecin          |
| 6                      | Giacomo Nizzolo        | Alexey Lutsenko       | Alexey Lutsenko         | Elie Gesbert             | Preben Van Hecke                 | Katusha-Alpecin          |
| Classificacions finals | Classificacions finals | Alexey Lutsenko       | Alexey Lutsenko         | Elie Gesbert             | Preben Van Hecke                 | Katusha-Alpecin          |